# Fireball 500
Fireball 500 – amerykański komediowy film akcji w reżyserii Williama Ashera wydany 7 czerwca 1966 roku.
Film zarobił 2 000 000 dolarów amerykańskich.

## Obsada
Źródło: Filmweb

- Michael Nader – Joey
- Fabian – Leander
- Julie Parrish – Martha Brian
- Chill Wills – Big Jaw Harris
- Linda Bent – fanka
- Maria McBane – fanka
- Jo Collins – fanka
- Salli Sachse – fanka
- Hedy Scott – fanka
- Vin Scully – spiker